# And the Band Played Waltzing Matilda
And the Band Played Waltzing Matilda (en français « Et la fanfare jouait Waltzing Matilda ») est une chanson de l'auteur-compositeur australien d'origine écossaise Eric Bogle de 1971,. La chanson décrit la guerre comme futile et cruelle, et critique ceux qui la glorifient. Ce qui est illustré dans la chanson par le récit d'un jeune soldat australien de l'ANZAC engagé dans la bataille de Gallipoli au cours de la Première Guerre mondiale. 

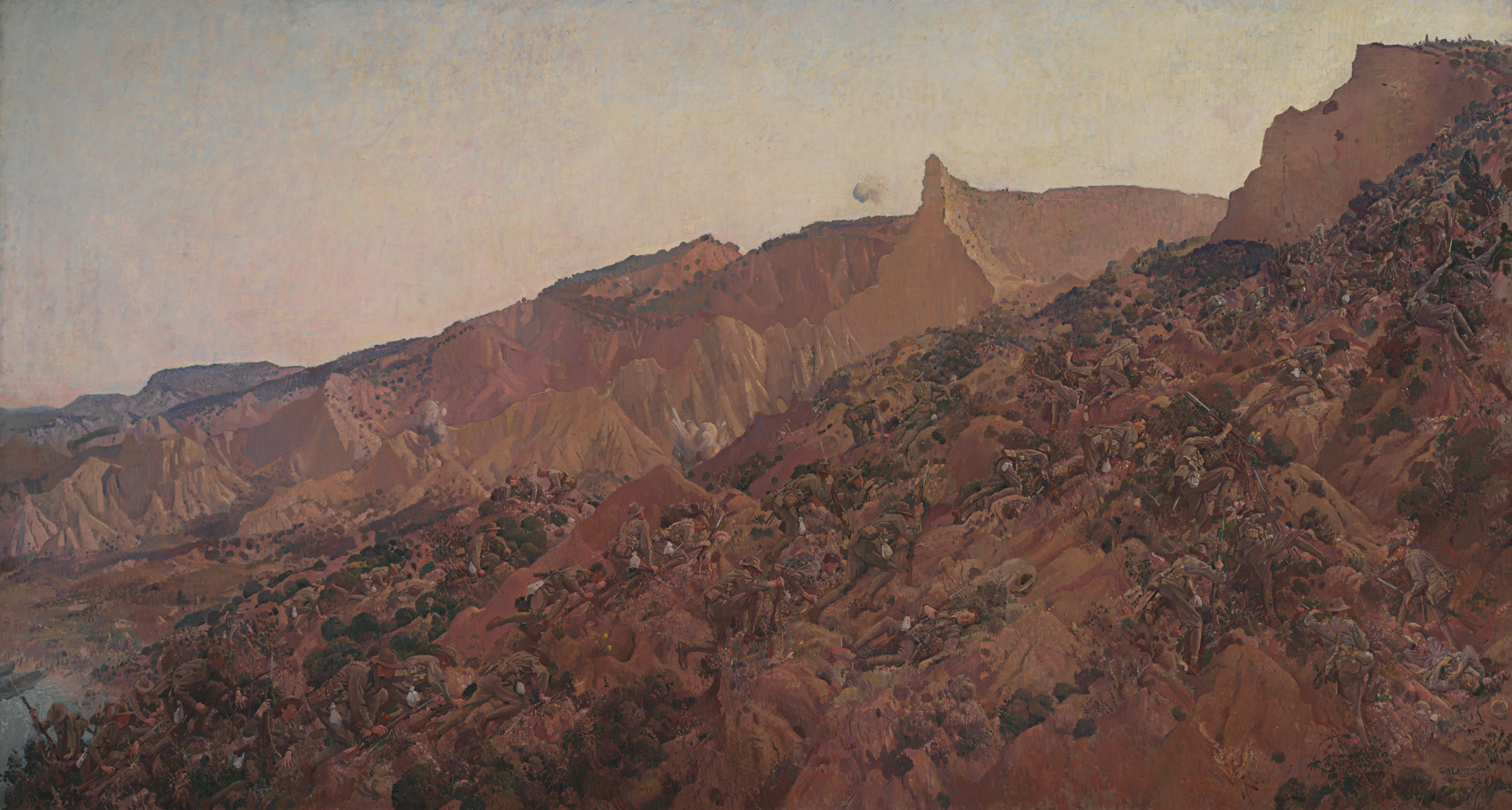
Anzac, the landing 1915, du peintre George Lambert, représentant le Débarquement à Anzac Cove.

La chanson serait aussi une allégorie de la guerre du Vietnam qui se déroulait à l'époque de son écriture. 
La chanson incorpore une partie de la mélodie et quelques lignes de texte de Waltzing Matilda dans son final. De nombreuses reprises de la chanson ont été enregistrées, et notamment par The Pogues en 1985 sur leur album Rum, Sodomy, and the Lash.
La chanson est régulièrement citée pour son évocation de la campagne de Gallipoli. Le héros de la chanson, un travailleur journalier itinérant avant la guerre, perd ses jambes au cours de la bataille et voit les autres vétérans disparaître peu à peu, alors que les plus jeunes générations deviennent indifférentes aux vétérans et à leur sort. 
En mai 2001, la Australasian Performing Right Association, dans le cadre des festivités de son 75e anniversaire, désigna And the Band Played Waltzing Matilda comme une des 30 meilleures chansons australiennes de tous les temps.
Il existe une version française de cette chanson, datant de 2014, interprétée par le duo Ambages